# Reserva nacional Malleco
La Reserva nacional Malleco es un área protegida chilena ubicada en la provincia de Malleco, IX Región de la Araucanía. Se encuentra inserta en el sistema montañoso llamado Cordillera de Pemehue, el cual forma parte de la Cordillera de los Andes, caracterizada por poseer uno de los bosques de araucarias más importantes del país. Al sur limita con el Parque nacional Tolhuaca, que antiguamente formaba parte de la reserva.
Su superficie actual es del 16.625 ha. El poblado más cercano es Collipulli, situado a 75 kilómetros hacia el oeste. En el extremo oriental destacan las Termas de Pemehue desde la que fluyen aguas isotermales alcalinas a 37 °C.
Su creación se remonta al día 30 de septiembre del año 1907, mediante el Decreto n.º 1.540 del Ministerio de Relaciones Exteriores, convirtiéndola de esta forma en la primera área silvestre protegida creada en Chile y Latinoamérica, la tercera en el continente americano y la novena en el mundo.

## Visitantes
Esta reserva recibe una pequeña cantidad de visitantes cada año. No hay registros disponibles para los años 2016, 2017 y 2018.
| Año         | 2007 | 2008 | 2009 | 2010 | 2011 | 2012 | 2013 | 2014 | 2015 | 2016 | 2017 | 2018 |
| ----------- | ---- | ---- | ---- | ---- | ---- | ---- | ---- | ---- | ---- | ---- | ---- | ---- |
| chilenos    | 456  | 156  | 23   | 0    | 0    | 340  | 624  | 820  | 603  | 0    | 0    | 0    |
| extranjeros | 2    | 0    | 0    | 0    | 0    | 1    | 0    | 0    | 0    | 0    | 0    | 0    |
| Total       | 458  | 156  | 23   | 0    | 0    | 341  | 624  | 820  | 603  | 0    | 0    | 0    |